# 上弦の月 (SAYAKAの曲)
「上弦の月」（じょうげんのつき）は、SAYAKA（現：神田沙也加）の4枚目のシングル。2005年1月19日にSony Recordsより発売された。自身4番目のヒット曲である。

## 解説
- 前作から4ヶ月ぶりとなったシングルで、作詞はSAYAKA、作曲はday after tomorrowのメンバーである北野正人が担当した[2]。
- アルバム『Doll』の先行シングル。カップリング曲の「ラヂオのじかん」はアルバム未収録となっている。
- SAYAKAの芸名を使用していた時期における最後のシングル作品となった。

## 収録曲
全曲作詞：SAYAKA。
1. 上弦の月 (4’ 52”)
作曲：北野正人／編曲：tasuku
2. ラヂオのじかん (4’ 42”)
作曲：北野正人／編曲：ats-
3. 上弦の月 (backtracks) (4’ 47”)